# گلی‌بن کلامید
گلی‌بن کلامید (به انگلیسی: Glibenclamide)، نوعی داروی خوراکی برای درمان دیابت می‌باشد.
رده درمانی: کاهنده قند خون از دسته سولفونیل اوره‌ها
اشکال دارویی: قرص

## موارد مصرف
نوعی داروی خوراکی برای درمان دیابت می‌باشد. این دارو اصولاً در درمان بیماران مبتلا به دیابت نوع دو (غیر وابسته به انسولین) استفاده می‌شود.

## مکانیسم اثر
گلی بن کلامید باعث تحریک و آزاد شدن مقادیر بیشتر انسولین از لوزالمعده (پانکراس) می‌شود. این کار را با بلوک گیرنده‌های پتاسیم در سلول‌های بتای جزایر لانگرهانس انجام می‌دهد. انسولین هورمونی است که از پانکراس ترشح می‌شود و میزان قند خون را کنترل می‌کند. گلی بن کلامید معمولاً در درمان بیماران دچار دیابت نوع یک (وابسته به انسولین) بکار نمی‌رود، چرا که اساساً در این بیماران پانکراس قادر به ساخت انسولین نمی‌باشد. البته مصرف بلندمدت گلی بن کلامید موجب افزایش حساسیت بافت‌های محیطی مانند کبد، عضلات و بافت چربی به انسولین می‌شود ولی این مکانیسم فرعی است.

## عوارض جانبی
گلی بن کلامید اصولاً داروی کم عارضه‌ای تلقی می‌شود. عارضه اصلی آن افت قند خون و افزایش وزن است. سایر عوارض: سردرد، تهوع، ناراحتی معده، اسهال یا یبوست و افزایش وزن، افت هوشیاری، تشنج، زردی چشم‌ها یا پوست، تیرگی ادرار یا کم رنگی مدفوع، تب، گلودرد، بثورات جلدی، خارش یا کهیر، تورم زبان، لب‌ها یا صورت، حساسیت به نور آفتاب، خونریزی یا کبود شدگی غیر معمول.